# 메이든탑

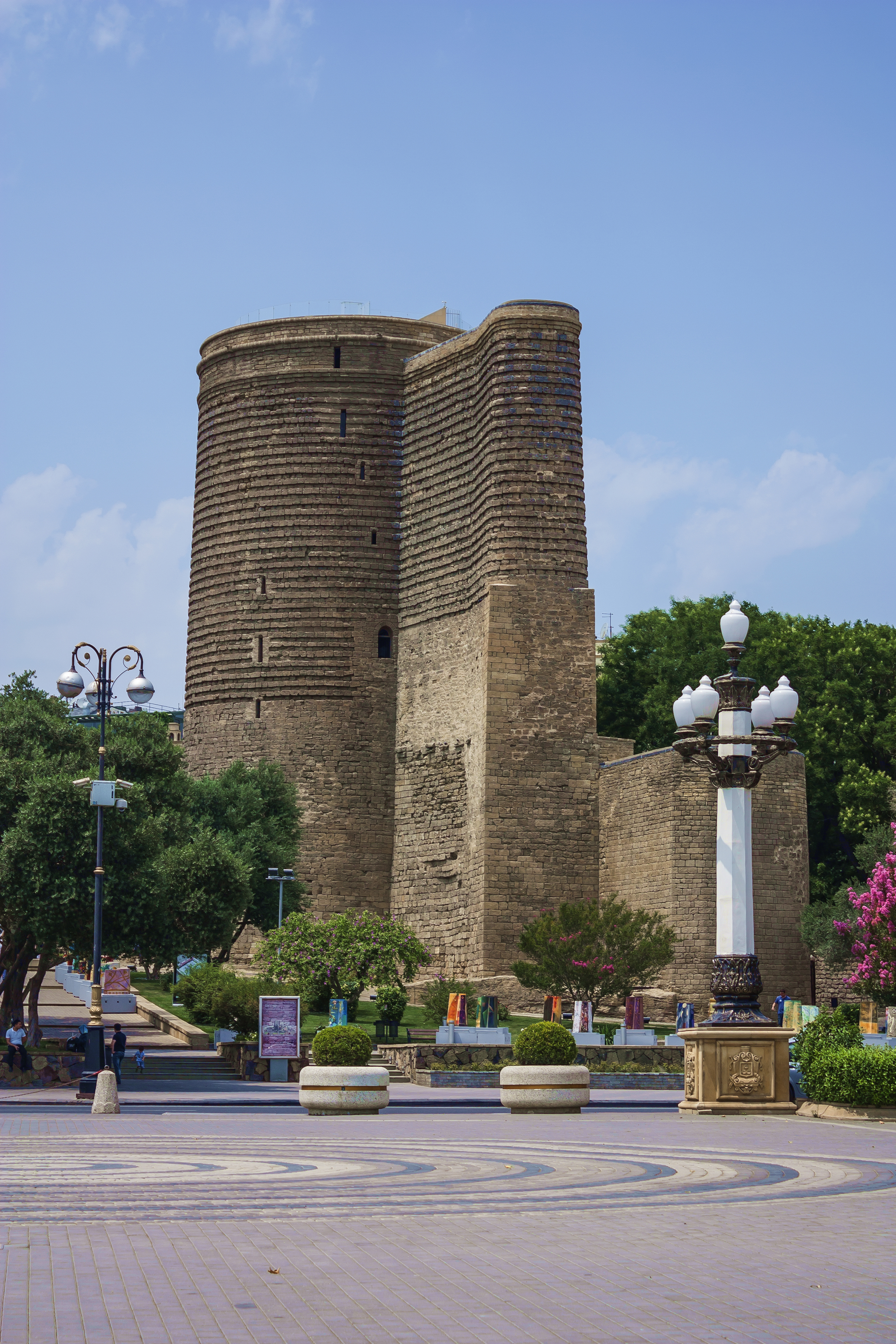
메이든탑

메이든탑(아제르바이잔어: Qız qalası)은 아제르바이잔 바쿠 성곽 도시에 있는 12세기 기념물이다. 15세기에 지어진 시르반샤 궁전과 함께 2001년 유네스코 세계문화유산 목록에 등재되었다. 아제르바이잔의 가장 독특한 국가 상징 중 하나이며, 따라서 아제르바이잔 통화인 마나트에 등장한다.